# كلية الألسن (جامعة أسوان)
كلية الألسن جامعة أسوان أنشئت عام 2014 تحت مسمي كلية اللغات والترجمة ثم تغير أسم الكلية بقرار المجلس الأعلى للجامعات كلية الألسن.

## رؤية الكلية
تسعى كلية الأسن بأسوان للحصول على الاعتماد المؤسسي بهدف عمل طفرة في الدراسات اللغوية وأنشطة الترجمة وأجراء البحوث حسب المعايير العالمية مما يعود نفعة على البيئة المحلية والقومية والعالمية.

## رسالة الكلية
كلية الألسن بأسوان مؤسسة تعليمية تنويريةٌ تهدف إلى أعداد جيل من الخريجين يتقن اللغة الأم ولغتين اخريين أحداهما لغة أوربية .لا يقتصر اهتمام كلية الألسن بأسوان بأعداد الطالب لغويا فقط بل يتسع اهتمامها ليشمل الجوانب الاجتماعية والثقافية والرياضية.

## أقسام الكلية
تحتوي الكلية علي 9 أقسام:
- اللغة الإنجليزية.
- اللغة الأسبانية.
- اللغة الصينية.
- اللغة اليابانية.
- اللغة البرتغالية.
- اللغة الروسية.
- اللغة الفرنسية.
- اللغة الكورية.
- اللغة العربية.
- اللغة الإيطالية.

## مكتبات الكلية
- مكتبة ركن كوريا التي تم تمويلها بمعرفة المركز الثقافي الكوري بالقاهرة وتضم المكتبة الكورية في كلية الألسن بمقر الجامعة في مدينة أسوان الجديدة تحوي العديد من الكتب والأفلام السينمائية والتسجيلية بجانب الآلات الموسيقية والأزياء التقليدية وأواني الفخار التي تعبر عن الثقافة والتراث الكوري عبر العصور المختلفة.[4]